# Tjeldsunds kommun
Tjeldsunds kommun (norska: Tjeldsund kommune, nordsamiska: Dielddanuori suohkan) är en kommun i Troms fylke i norra Norge. Kommunens centralort är tätorten Evenskjer.

## Administrativ historik
Tjeldsunds kommun bildades 1909 genom en delning av Lødingens kommun. 1964 överfördes ett område med 297 invånare på Tjeldøya från Lødingens kommun och ett obebott område från Evenes kommun.
Den 1 januari 2020 slogs Skånlands kommun samman med Tjeldsunds kommun. Den nya kommunen fick namnet Tjeldsunds kommun och flyttades då över från Nordland fylke till det då nybildade Troms og Finnmark fylke.
Den 1 januari 2024 upplöstes och delades Troms og Finnmark fylke. Sedan dess tillhör Tjeldsunds kommun det då återupprättade Troms fylke.

Skånlands kommunvapen från 1988.

## Tätorter
I Tjeldsunds kommun finns tre tätorter:
- Evenskjer (centralort)
- Grov
- Ramsund

Orterna Fjelldal och Tovik har tidigare räknats som tätorter men uppfyller inte längre kriterierna.

## Socknar
Inom Norska kyrkan är Tjeldsunds kommun indelad i fyra socknar:
- Astafjords socken
- Skånlands socken
- Tjeldsunds socken
- Toviks socken

Socknarna ingår i Trondenes prosteri i Nord-Hålogalands stift.